# Eurychilinidae
De Eurychilinidae zijn een familie van uitgestorven kreeftachtigen uit de klasse van de Ostracoda (mosselkreeftjes).

## Onderfamilies
- Chilobolbininae †
- Eurychllininae †
- Piretellinae †